# Myripristis vittata
Myripristis vittata är en fiskart som beskrevs av Valenciennes, 1831. Myripristis vittata ingår i släktet Myripristis och familjen Holocentridae. Inga underarter finns listade i Catalogue of Life.